# Pezizomycetidae
De Pezizomycetidae vormen een subklasse van de klasse der Pezizomycetes.

## Taxonomie
Subklasse: Pezizomycetidae
- Orde: Pezizales
  - Familie:  Ascobolaceae
  - Familie: Ascodesmidaceae
  - Familie: Carbomycetaceae
  - Familie: Discinaceae
  - Familie: Glaziellaceae
  - Familie: Helvellaceae
  - Familie: Karstenellaceae
  - Familie: Morchellaceae
  - Familie: Pezizaceae
  - Familie: Pyrenemataceae
  - Familie: Rhizinaceae
  - Familie: Sarcoscyphaceae
  - Familie: Sarcosomataceae
  - Familie: Terfeziaceae
  - Familie: Tuberaceae